# Spare Snare
Spare Snare est un groupe de lo-fi écossais originaire de Dundee. Fondé en 1991, ils ont fait 9 albums, la plupart avec leur propre label Chute Records.

## Membres
- Jan Burnett - voix, guitare
- Barry Gibson - batterie, basse, guitare
- Graeme Ogston - guitare, basse, ukulele
- Alan Cormack - basse, guitare, batterie, ukulele
- Adam Lockhart - guitare, synthétiseur, basse, voix

## Discographie
- 1995 : Live at Home
- 1995 : Disco Dancing
- 1996 : Westfield Lane
- 1998 : Animals and Me
- 1999 : Love Your Early Stuff
- 2001 : Charm Released
- 2004 : Learn to Play
- 2006 : Garden Leave
- 2010 : Victor